# Giovanni e Vindelino da Spira
Giovanni e Vindelino da Spira (Johann e Wendelin von Speyer; Spira, XV secolo – Venezia, XV secolo) sono stati due tipografi tedeschi, attivi nel XV secolo, famosi per aver introdotto la stampa a caratteri mobili a Venezia.

## Biografia
Dopo aver appreso l'arte della stampa a caratteri mobili a Magonza i due fratelli emigrarono in Italia. Arrivati a Venezia, impiantarono il primo torchio tipografico nella città lagunare. 
Avviarono subito la produzione: il primo volume stampato dai due fratelli furono le Epistulae ad familiares di Cicerone. Sempre nel 1469 Giovanni stampò l'editio princeps della Naturalis historia di Plinio il Vecchio. Per quest'opera i due fratelli chiesero e ottennero dalle autorità veneziane il privilegio, in pratica il diritto a stamparla in esclusiva sul territorio della Repubblica, in questo caso, per cinque anni. Fu la prima volta che uno stampatore ottenne tale diritto. Si trattò di un privilegio pro arte introducenda, data l'assoluta novità di tale tecnologia sul suolo della Serenissima. Pochi mesi dopo Giovanni morì prematuramente, lasciando la moglie Paola, italiana, e due figli (un maschio e una femmina). Il privilegio decadde, né fu rinnovato per altri stampatori a Venezia.
Nel 1470 Vindelino terminò l'edizione del De civitate Dei di Sant'Agostino iniziata dal fratello. Paola sposò Giovanni da Colonia, un mercante tedesco attivo a Venezia, il quale finanziò le opere di Vindelino fino al 1477 e poi produsse libri in proprio. I due stamparono classici latini (Plauto, Catullo, Marziale, Livio, Tacito, Sallustio) e opere liturgiche.
L'incunabolo più conosciuto di Vindelino fu la Bibbia in volgare di Nicolò Malermi (1471), la prima traduzione italiana a stampa della Bibbia.

## Principali opere stampate
Diverse di queste edizioni a stampa sono editiones princeps:
Giovanni da Spira
- Cicerone, Epistulae ad familiares, 1469
- Plinio il Vecchio, Naturalis Historia, 1469 (editio princeps)

Vindelino da Spira
- Prisciani opera (include tutti i 18 libri delle Institutiones grammaticae e altre opere minori, di Prisciano o a lui attribuite), 1470 (editio princeps)
- Sallustio, De Catilinae coniuratione e De bello Iugurthino, 1470 (editio princeps)
- Sant'Agostino, De civitate Dei, 1470
- Francesco Petrarca, Canzoniere e Trionfi, 1470. È il primo libro con data certa stampato in volgare italiano (editio princeps)[5];
- Tacito, Historiae, Annales XI-XVI, Germania e Dialogus de oratoribus, circa 1470 (editio princeps)
- Quinto Curzio Rufo, Historiae Alexandri Magni, 1470-71 (editio princeps)
- Sacra Bibbia, 1471. Si tratta della prima edizione integrale a stampa della Bibbia in volgare italiano.
- San Cipriano, Opera omnia, 1471
- Lattanzio, Epitome, 1472 (editio princeps)
- Tibullo, Properzio, Catullo, Stazio (Silvae), 1472 (editio princeps)